# Kühbach (Schwäbische Rezat)
Der Kühbach ist ein linker Zufluss der Schwäbischen Rezat in den mittelfränkischen Landkreisen Roth und Weißenburg-Gunzenhausen.

## Verlauf
Der Kühbach entspringt auf etwa 394 m ü. NHN östlich von Stirn nahe der Kreisstraße WUG 19. Er durchläuft sogleich den Kuhweiher und zieht dann weiter in östlicher bis ostnordöstlicher Richtung. Er mündet nach etwa 1,6 km langem Lauf auf einer Höhe von 356 m ü. NHN südlich von Mühlstetten und kurz nach einem Flusssteg von links in die Schwäbische Rezat.